# Aeroporto de Dallas Love Field
O Aeroporto de Dallas Love Field (em inglês:  Dallas Love Field Airport) é um aeroporto na cidade de Dallas, no Texas, Estados Unidos. Foi o aeroporto principal de Dallas até à inauguração do Aeroporto Internacional de Dallas/Fort Worth em 1973/1974. A principal linha aérea que opera no aeroporto é a Southwest Airlines.
Foi a este aeroporto que chegou John F. Kennedy para a sua visita fatídica a Dallas em 22 de novembro de 1963, na qual seria assassinado. Foi também no aeroporto de Dallas Love Field que o presidente Lyndon B. Johnson prestou juramento nesse mesmo dia.